# 神彩舞会
神彩舞會（英語：The Chromatica Ball）是美國歌手嘎嘎小姐的第7次領銜巡迴演唱會，該巡迴演唱會主要為宣傳其於2020年發行的第6張錄音室專輯《神彩》。本次巡迴演唱會共計包括20場演出，於2022年7月17日從德國杜塞爾多夫開始，並於2022年9月17日在美國邁阿密花園結束。神彩舞會的最初設想是為期6天的小規模巡回演唱會，但由於2019冠狀病毒病疫情的影響而導致延期兩年並最終增加了新的演出場次。
本次巡迴演唱會是嘎嘎小姐的首次全體育場演唱會，其舞台設計的靈感來自粗野主義建築。神彩舞會與其宣傳的專輯《神采》所表達的主題一致，其節目編排也是描述一段圍繞創傷與療愈的旅程。整場曲目及表演串聯分為了若干部分，每個部分採用不同的視頻介紹與服裝變化以區別。嘎嘎小姐在演唱會中選擇了“更黑暗更前衛”的表達，這與專輯《神采》早期所採取的粉色賽博朋克外觀宣傳圖片有明顯區別。在演唱會中，嘎嘎小姐所穿著的服裝包括她過去經常合作設計師的作品，例如有亞歷山大·麥昆、加勒斯·普，以及嘎嘎小姐的妹妹納塔利·傑爾馬諾塔（Natali Germanotta）。
神彩舞會受到了評論家們的一致好評，多家媒體在其各自的評論專欄裡給予了最高分評價。 評論家們稱讚了演唱會的視覺效果、編舞以及嘎嘎小姐的演唱技巧，其中許多評論家認為演唱會的鋼琴篇章是其中最精彩的部分。在許多美國場次裡，嘎嘎小姐在鋼琴篇章中增加了政治言論，其中尤以討論槍支暴力與墮胎為主。根據《公告牌》票房信源的數據顯示，嘎嘎小姐的神彩舞會巡迴演唱會最終票房收入為1.124億美元並吸引834,000人次購票入場，這打破了多項個人出場及場地紀錄。 嘎嘎小姐2022年9月在美國洛杉磯道奇體育場舉辦的演唱會被製作成了特別節目，據悉該節目將在2024年5月25日於HBO和Max上播出。

## 籌辦背景

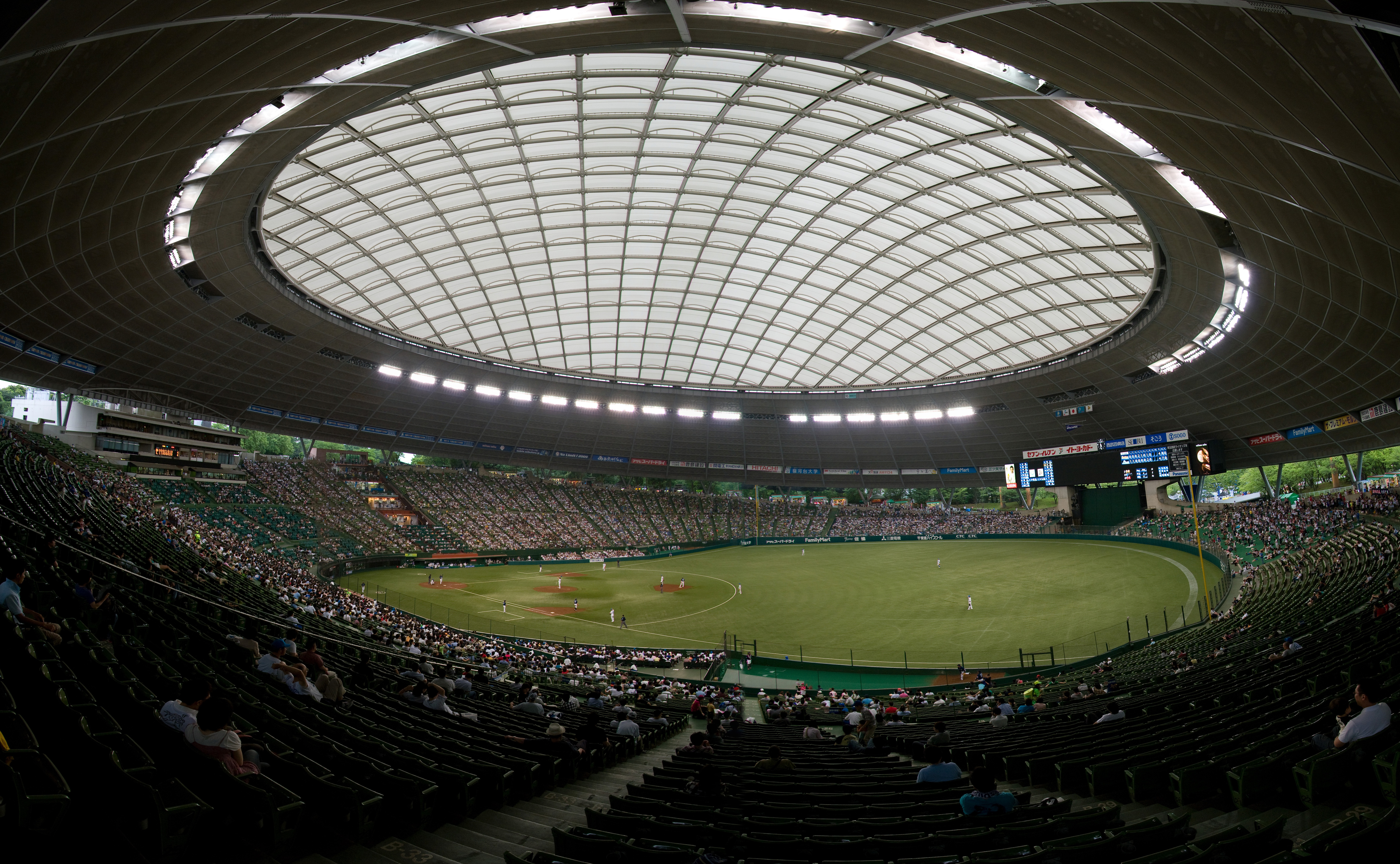
“神彩舞會”將有兩場演唱會在日本埼玉縣所澤市的西武巨蛋舉行。這是嘎嘎小姐自流行藝術巡迴演唱會後暌違8年再次在日本舉行演唱會。

“神彩舞會”巡迴演唱會的舉辦最初於2020年3月5日通過嘎嘎小姐的社交媒體公佈，當時的計劃是在當年夏季舉行總場數為6場的小規模巡迴演唱會；這次巡迴演唱會的舉辦是為了宣傳嘎嘎小姐在2020年發行的第6張錄音室專輯《神彩》。該公告還附有一張雙面照片，其中一面是嘎嘎小姐的臉部特寫，臉頰上有“神彩（Chromatica）”的符號，其他大部分都覆蓋著一頂又長又直的粉紅色假髮；另一面則展示了這次小規模巡迴演出的行程，周圍是《神彩》專輯中主打單曲《癡癡的愛》的音樂錄影帶和宣傳活動中的素材圖像。同時還在公告中宣傳強調了這是嘎嘎小姐的首次全體育場演唱會，即本次巡迴演唱會的所有演出場次都將在多功能體育場內舉行，例如大都會人壽體育場。 但隨後由於對2019冠状病毒病疫情的擔憂，本次巡迴演唱會第一次被延後到2021年夏季舉行，後來又被第二次延後到2022年夏季舉行。
隨著“神彩舞會”巡回演唱會計劃的重啟，歐洲與北美地區更多的新場次安排在2022年3月7日公佈。這使得原本定為小規模演唱會的場次被擴大到15場，宣傳廣告上也將這次巡回演唱會稱為“神彩舞會夏季體育場巡演”。 2022年4月14日，演唱會主辦方再度宣佈將在日本埼玉縣的所澤市增加兩場演唱會，這是嘎嘎小姐自流行藝術巡迴演唱會後暌違8年再度登陸日本舉辦演唱會。 為了紀念嘎嘎小姐重返日本，新增了部分內容的《神彩》日本巡演版於2022年8月31日發售，同日還開設了販售相關周邊商品的快閃店。 在稍晚的同年5月16日，主辦方宣佈在北美地區再增加赫爾希、休士頓和邁阿密花園等三個新場地；這使得本次巡回演唱會的總場次增加到20場。
在嘎嘎小姐上次“喬安世界巡迴演唱會”期間，她曾因纖維肌痛引發的劇烈疼痛而不得不取消歐洲站的大部分演出場次。 在“神彩舞會”開始前不久，嘎嘎小姐承認曾經有一段時間她認為自己“永遠無法再登上舞台”，不過她也同時表示她現在感覺“多年來從未有過的輕鬆”。 《滾石》的漢娜·埃文斯（Hannah Ewens）指出，該巡回演唱會是“考慮到嘎嘎小姐的病情而精心並成功設計的”，其場次比她之前的任何一次世界巡演都少，並且為演唱會的後半部保留了更複雜的編舞。

## 製作細節

### 舞台佈置

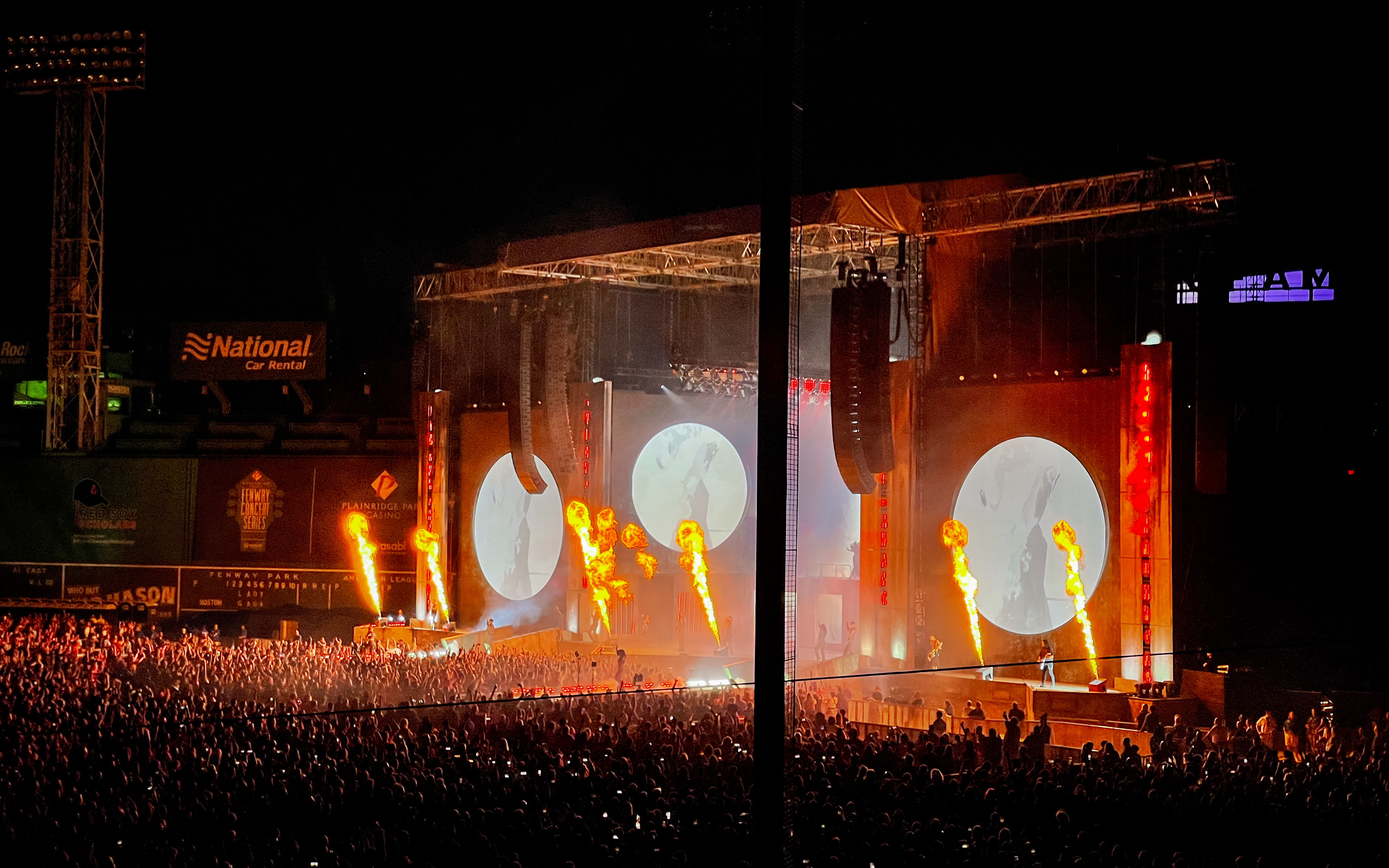
美國波士頓芬威球場“神彩舞會”的舞台。

“神彩舞會”的舞台編排以敘事為基礎，描繪了一段圍繞創傷與療愈的過程，其內容類似於對《神彩》專輯的推廣。 在首場巡演當天，嘎嘎小姐在她的Instagram賬戶上發表了一段視頻，她對這次巡演背後的故事做出了解釋。“這個舞台的靈感來自粗野主義建築，例如其材料、紋理、粗糙感和透明感。它是讓你直視自己、審視過去的野性和堅毅。我想用抽象和藝術來講述故事，因此整場秀頌揚了我一直熱愛的事物，例如藝術、時尚、舞蹈、音樂、科技、詩歌，以及所有這些元素如何融洽共存。” 她還補充說，該巡演“記錄了悲傷的許多不同階段和側面以及悲傷的狂躁能量”，而她一生都在忍受。
“威風堂堂”的舞台佈景促使媒體將其於德國的夜店或S&M俱樂部進行比較。 對於《每日電訊報》的尼爾·麥考密克來說，黑白色的粗野主義建築風格喚起了“佛列茲·朗想象中那噩夢般的蘇維埃式反烏托邦”。而《公告牌》的喬·林奇（Joe Lynch）也持有相同觀點；他在舞台設計中發現了佛列茲·朗於1927年執導的表現主義電影《大都會》的影子。 尼爾·麥考密克認為“這種最初看起來黯淡的美學”與五顏六色的服裝變化和特效形成了鮮明的对比。
演唱會的主舞台配有兩個伸入觀眾席的T型台及五個五層樓高的熒幕。 較小的副舞台上則放著嘎嘎小姐的鋼琴；樂器被裝飾在樹枝上，與H·R·吉格爾的設計有著異曲同工之妙。 演唱會現場還佈置了提供煙火效果的火焰噴射器， 而入場的觀眾則會收到一條LED手帶，它會隨著節拍發光並根據歌曲調整顏色。

### 戲服設計
尼古拉·福米切蒂擔任了“神彩舞會”的時尚總監，他與造型師桑德拉·阿瑪多（Sandra Amador）及湯姆·埃雷布特（Tom Eerebout）共同負責為本次巡演挑選演出服裝。 在這次巡演中，嘎嘎小姐所穿著的演出服裝包括加勒斯·普、亞歷山大·麥昆、克里斯蒂安·拉克魯瓦、阿齊茲·雷巴爾（Aziz Rebar）、維克斯乳膠（Vex Latex）、凋零蓮花時裝（Dead Lotus Couture）等品牌及她妹妹納塔利·傑爾馬諾塔（Natali Germanotta）的時尚品牌“紐約拓撲工作室（Topo Studio NY）”。 《時尚》雜誌的克里斯蒂安·阿萊爾指出，嘎嘎小姐在《癡癡的愛》的音樂錄影帶中擯棄了她的粉色系賽博朋克造型，而是回歸了她過往的“怪獸之母（Mother Monster）”的風格並將這種風格導向更黑暗更前衛的美學理念。她盛讚“神彩舞會”是“怪異穿搭的榮耀回歸”，並與嘎嘎小姐當年“怪誕科幻但高級時裝感”的“女魔頭舞會巡迴演唱會”和“天生完美狂歡舞會”相比較。

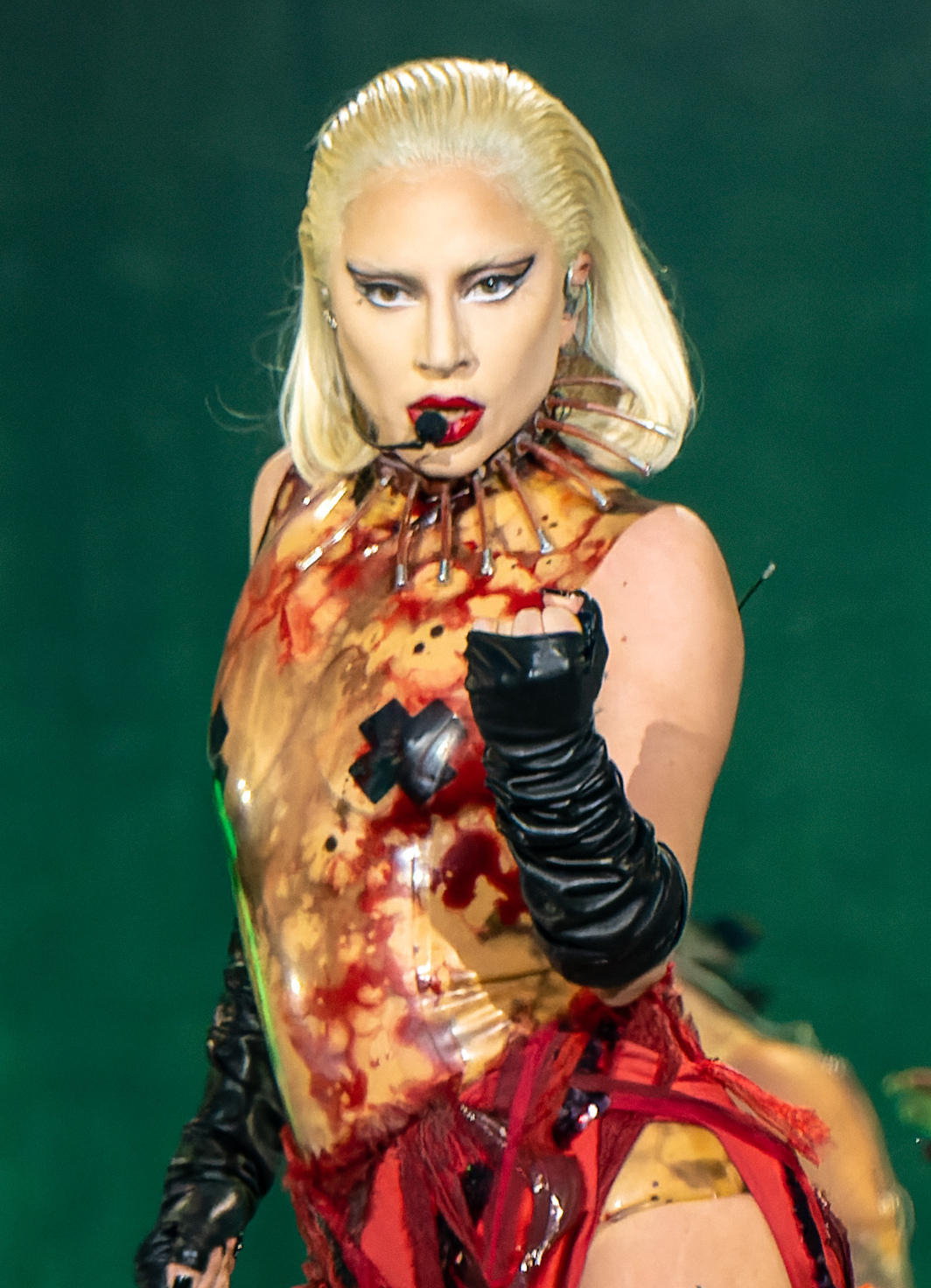
嘎嘎小姐身著裸色橡膠緊身衣與尖刺頸環表演歌曲《重播》。

嘎嘎小姐在演唱會開場所穿著的硬質石棺戲服的靈感來自大衛·鮑伊1979年在《周六夜現場》上的表演。這套服裝就像“混凝土製成的斯芬克斯像，它從中打開並露出鏡面內部”。 而在演唱會的後半段，嘎嘎小姐則展示了大量金色造型。首先她穿著了一身來自亞歷山大·麥昆所設計的設計的金屬金色雲紋服裝，這套服裝包括墊肩和大翻領的短夾克，以及寬腿褲；而當她脫掉夾克後則展示了一件無袖紐扣領襯衫。 配套的金色靴子使得這套單色系造型更加完善。 隨後嘎嘎小姐戴上了菲利普·崔西所設計的爪狀金色頭飾並穿上了她妹妹所設計的金色禮服。 對於《頭暈目眩》雜誌的丹尼爾·羅傑斯（Daniel Rodgers）來說，這套服裝讓他聯想到了安德魯·韋伯的音樂劇《約瑟的神奇彩衣》。 麥昆在這場秀中精心設計的另一套服裝是水晶裝飾的乳膠緊身衣和皮革機車夾克，以及穿在黑色漁網襪外面的皮革機車靴。

## 影像紀錄
整個演唱會過程和影像在結束之後被另外製作成《女神卡卡神彩世界演唱會特集》紀錄片(Lady Gaga Chromatica Ball Concert Special) ，該特集最早於2022年9月10被紕漏為一個未知的錄製項目。
2023年6月，女神卡卡確認自己一直在製作「神彩舞會」的電影。 2024年5月8日，她在社群媒體上正式宣布演唱會紀錄片，該紀錄片於2024年5月25日在HBO電視頻道、串流平台HBO GO和Max首播。

## 巡演场次
The Chromatica Ball
Düsseldorf  Merkur Spiel Arena
Stockholm  Friends Arena
Paris  Stade De France
Arnhem  Gelre Dome
London  Tottenham Hotspur Stadium
London  Tottenham Hotspur Stadium
Toronto  Rogers Centre
Washington DC  National Park
New York  MetLife Stadium
Chicago  Wrigley Field
Boston  Fenway Park
Dallas  Globe Life Field
Atlanta  Truist Park
Hershey  Hersheypark Stadium
Tokyo  Belluna Dome
Tokyo  Belluna Dome
San Francisco  Oracle Park
Los Angeles  Dodger Stadium
Houston  Minute Maid Park
Miami  Hard Rock Stadium

### 出典
1. 1 2  Eric Frankenberg. . 公告牌. 2022-10-26  [2024-05-09]. （原始内容存档于2022-10-26）.
2. 1 2  Neil McCormick. . 每日電訊報. 2022-07-21  [2024-05-09]. （原始内容存档于2022-07-21）.
3. ↑  Lauren O'Neill. . i. 2022-07-22  [2024-05-09]. （原始内容存档于2022-07-22）.
4. ↑  Nick Levine. . 新音樂快遞. 2022-07-30  [2024-05-09]. （原始内容存档于2022-07-30）.
5. ↑  Arwa Haider. . 金融時報. 2022-08-01  [2024-05-09]. （原始内容存档于2022-08-02）.
6. ↑  Gemma Samways. . 旗幟晚報. 2022-08-01  [2024-05-09]. （原始内容存档于2022-08-02）.
7. ↑  . Variety. 2024-05-08  [2024-05-09]. （原始内容存档于2024-05-08）.
8. ↑  . Variety. 2020-05-05  [2024-05-10]. （原始内容存档于2022-03-07）.
9. ↑  Jon Blistein. . 滾石. 2021-06-02  [2024-05-10]. （原始内容存档于2020-06-27）.
10. ↑  . Variety. 2021-06-02  [2024-05-10]. （原始内容存档于2021-06-02）.
11. ↑  Joey Nolfi. . 娛樂周刊. 2022-03-07  [2024-05-10]. （原始内容存档于2022-03-07）.
12. ↑  Sam. . ThatGrapeJuice.net. Townsquare Music. 2022-04-14  [2024-05-10]. （原始内容存档于2022-04-18）.
13. ↑  . Billboard Japan. 2022-09-01  [2024-05-10]. （原始内容存档于2022-09-04）.
14. ↑  Alex Young. . 前音後果. 2022-05-16  [2024-05-10]. （原始内容存档于2023-07-02）.
15. ↑  Daniel Kreps. . 滾石. 2018-02-03  [2024-05-10]. （原始内容存档于2024-09-10）.
16. ↑  Alex Young. . 前音後果. 2022-07-17  [2024-05-10]. （原始内容存档于2022-07-21）.
17. ↑  Hannah Ewens. . 滾石. 2022-07-22  [2024-05-10]. （原始内容存档于2022-08-10）.
18. 1 2 3 4  Christian Allaire. . 時尚. 2022-07-18  [2024-05-11]. （原始内容存档于2022-09-22）.
19. ↑  Anna Lazarus Caplan. . 人物. 2022-07-18  [2024-05-10]. （原始内容存档于2022-07-18）.
20. ↑  Francesca Gariano. . 今天. 全國廣播公司. 2022-07-17  [2024-05-10]. （原始内容存档于2022-07-18）.
21. ↑  Brittany Spanos. . 滾石. 2022-08-12  [2024-05-10]. （原始内容存档于2022-08-12）.
22. 1 2  Rodney Ho. . 亞特蘭大憲法報（英语：The Atlanta Journal-Constitution）. 2022-08-28  [2024-05-10]. （原始内容存档于2022-08-29）.
23. 1 2  Joe Lynch. . 公告牌. 2022-08-12  [2024-05-10]. （原始内容存档于2022-08-13）.
24. ↑  Boris Pofalla. . 德國世界頻道. 2022-07-18  [2024-05-11]. （原始内容存档于2022-07-20）.
25. ↑  Melissa Ruggieri. . 今日美國. 2022-08-09  [2024-05-11]. （原始内容存档于2024-09-18）.
26. ↑  Dan DeLuca. . 費城詢問報. 2022-08-29  [2024-05-11]. （原始内容存档于2022-08-29）.
27. ↑  David Cobbald. . 擬合線（英语：The Line of Best Fit）. 2022-07-30  [2024-05-11]. （原始内容存档于2023-06-09）.
28. ↑  Mario Abad. . 雜誌（英语：Paper (magazine)）. 2022-07-18  [2024-05-11]. （原始内容存档于2024-06-12）.
29. 1 2 3 4 5  Daniel Rodgers. . 頭暈目眩（英语：Dazed）. 2022-07-22  [2024-05-11]. （原始内容存档于2022-09-06）.
30. 1 2 3 4  Katie Dupere. . 女裝日報. 2022-07-19  [2024-05-11]. （原始内容存档于2022-09-22）.
31. ↑  India Roby. . Nylon. 2022-08-19  [2024-05-11]. （原始内容存档于2022-09-22）.
32. ↑  .   [2024-07-18]. （原始内容存档于2023-06-17）.
33. ↑  .   [2024-05-09]. （原始内容存档于2024-05-08）.

## 外部連接
- 官方网站